# 東赫爾河畔金斯頓 (英國國會選區)
東赫爾河畔金斯頓（英語：Kingston upon Hull East），英國國會一自治市選區，位於英格蘭約克郡-亨伯赫爾河畔金斯頓東部，包括八個地方選區。
始於1885年，自1935年以來一直支持工黨。1983至2010年稱為東赫爾。2010年大選中，卡爾·透納以47.9%選票，繼承退休的彭仕國留下的議席。